# レオニード・クチマ
レオニード・ダニロヴィッチ・クチマ（ウクライナ語: Леоні́д Дани́лович Ку́чма Leonid Danylovyč Kučma, 1938年8月9日 - ）は、ウクライナの政治家。第2代ウクライナ大統領。

## 概要
1938年8月9日、当時、ソビエト連邦の一部だったウクライナ共和国チェルニーヒウ州北ノヴホロド地区チャイキノ村に生まれる。
1960年、ドニプロペトロウシク大学物理技術学部を卒業し、ドニプロペトロウシク州にあるICBMなどのブースターロケットを製造していたピウデンマシ(Південмаш: Південний машинобудівний заводの略称。ロシア語ではユージマシЮжмаш: Южный машиностроительный завод。直訳すると「南部機械工場」)に就職する。1986年に総工場長に就任。この間、ソビエト連邦共産党に入党するが、1991年8月の保守派によるソ連8月クーデターの後、共産党を離党する。
ウクライナ独立後の1992年10月にレオニード・クラフチュク大統領の任命により、ウクライナ首相に就任するものの、経済危機を食い止められず一年後に辞任。
1994年7月10日の大統領選挙にクチマは、現職のクラフチュクに挑戦する形で立候補する。大統領選挙の結果、クチマは52.14%を獲得し、現職のクラフチュクに勝利し、第2代のウクライナ大統領に就任した。
1999年11月に再選。この選挙では、共産党系候補であるペトロ・シモネンコと第2回投票で争ったが、東部と西部で支持傾向が分かれやすいウクライナ大統領選において、珍しく東西軸が意味を持たなかった。
クチマは、ヨーロッパとロシアの中間にあり、両者の緩衝地帯となっているウクライナの地政学的位置を生かした。EUやNATOに加盟を表明し、さらに中・東欧非核化地域構想の提唱や、「クチマ・ゴア委員会」の設置に見られる対米関係を強化、ロシアを牽制するとともに、西側諸国から多額の支援を引き出すことに成功した。また、ロシアへの核兵器の完全移送や、チェルノブイリ原子力発電所の閉鎖なども実施した。その一方で、クチマは、経済改革に伴い誕生した新興財閥と癒着し、次第に強権化、集権化を強めていったため、西側との関係も冷却した。2000年11月、反体制ジャーナリストの殺害にクチマ大統領が関与しているとの疑惑が持ち上がる。野党勢力による大統領退陣要求が高まる中、ウクライナの国内政局は流動化した。クチマは事態を打開するため、ロシアに軸足を移しつつあった。
2002年議会選では、与党系のブロックである統一ウクライナのために(За Єдину Україну!)を支持したが、比例区での得票率はヴィクトル・ユシチェンコ率いる我らがウクライナブロック(23.57%)、共産党(19.98%)に次ぐ、11.77%に留まった。この時、ドネツィク州では統一ウクライナのためにブロックは36.83%の得票率をあげ、全ウクライナにおける約30%の得票を同州で獲得した。この高い動員力に着目し、2002年11月に同州の州知事を務めていたヴィクトル・ヤヌコーヴィチを首相に推薦した。
2004年10月に任期満了に伴い実施された大統領選挙では、11月の決選投票で与党陣営の推すヴィクトル・ヤヌコーヴィチ首相が最初当選とされた。しかし、ヴィクトル・ユシチェンコ前首相の野党陣営は与党陣営による不正があったとして、野党支持者によるデモや政府施設への包囲が続き、ウクライナ国内は混乱状態に陥った。ヤヌコーヴィチとユシチェンコが欧州首脳の仲介で対話による解決で一致したのを受けて、12月2日、クチマは訪露し、ウラジーミル・プーチンロシア大統領と会談。12月26日再選挙が行われ、ユシチェンコが勝利。現在は政界を引退し年金生活をしている。また自ら立ち上げた財団の運営にも関わっている。